# Mercoledì
Mercoledì è il giorno della settimana tra il martedì e il giovedì, dal latino Mercurĭi dies, «giorno di Mercurio», dio degli scambi, del commercio e delle comunicazioni.

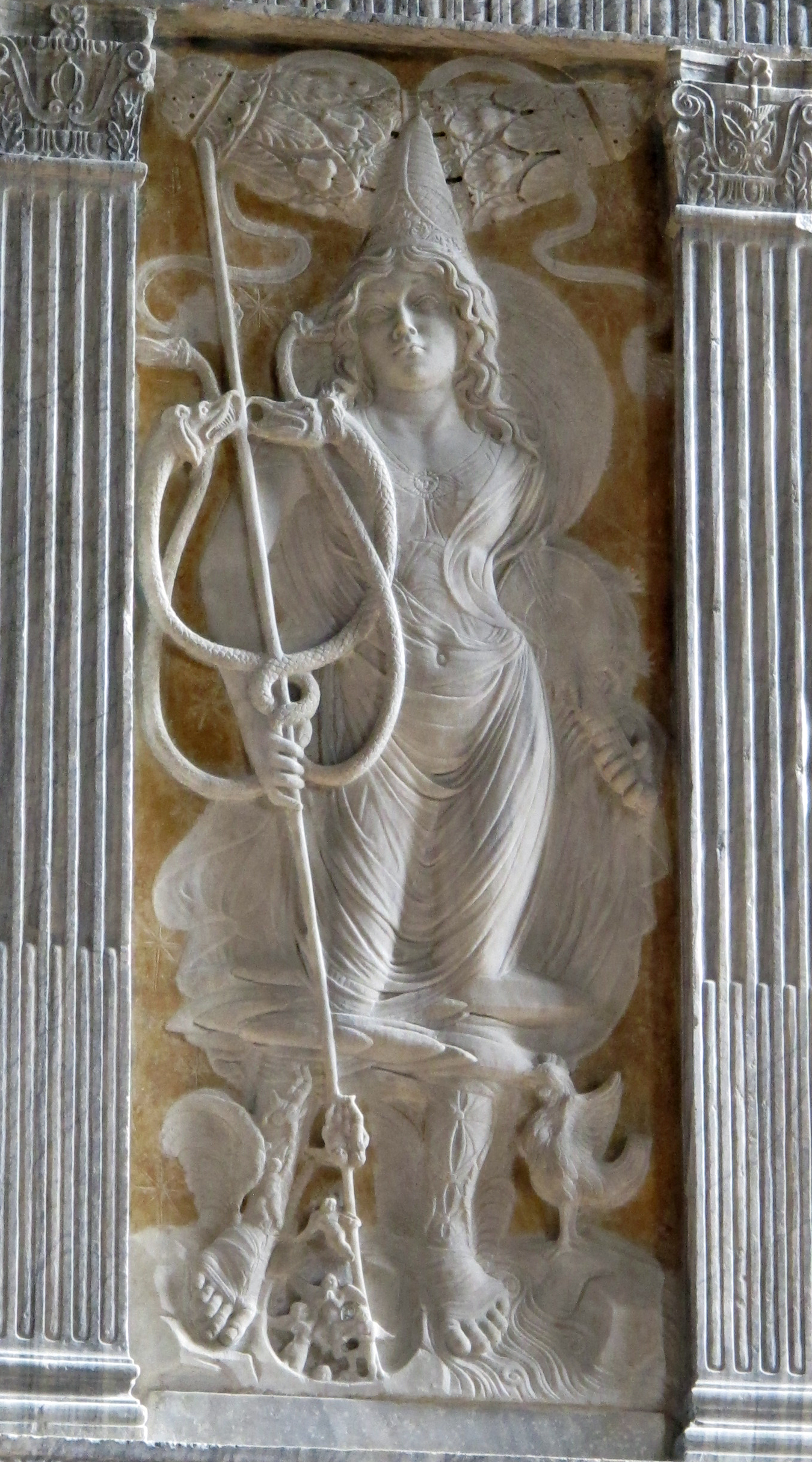
Bassorilievo di Agostino di Duccio nella Cappella dei Pianeti del Tempio Malatestiano a Rimini, raffigurante Mercurio, astro governatore del mercoledì, giorno tradizionalmente ritenuto propizio per il disbrigo degli affari e le pratiche veloci.

## Il mercoledì nella cultura e nella tradizione

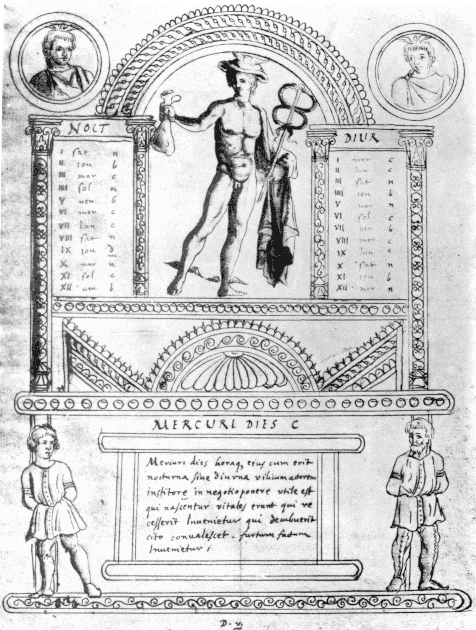
Illustrazione del Mercurii dies nella cronografia del 354 ad opera di Furio Dionisio Filocalo.

Fulcro centrale della settimana, il mercoledì presso gli antichi Romani era il giorno più indicato per dedicarsi al commercio e alla negoziazione con fornitori e amministratori. Posto sotto l'influsso del pianeta Mercurio, si trattava quindi di un giorno favorevole per tutto ciò che attiene alle relazioni, al linguaggio e all'espressività, come lo è ancora oggi nell'ambito della magia e dell'astrologia, ma propizio anche allo studio delle scienze, soprattutto occulte, all'intelligenza, alla scaltrezza, alla rapidità, alle frodi e al gioco d'azzardo.
Secondo la tradizione biblica, Dio creò i due luminari, il Sole e la Luna, nel quarto giorno della Genesi, cioè di mercoledì.

Nel Medioevo, come traspare dalla Sala delle Arti liberali e dei Pianeti di palazzo Trinci a Foligno, le qualità del mercoledì corrispondevano alla puerizia fra le sette età della vita umana, e alla dialettica fra le scienze. Fra i sette arcangeli planetari, il mercoledì è governato da Raffaele.

### Nomi in altre lingue
Considerando la domenica come primo giorno della settimana, il mercoledì la divide in due. Questo significato di intermediazione e di nesso lo si ritrova nei nomi ad esso attribuiti nelle lingue germaniche come il tedesco (Mittwoch, letteralmente «metà settimana») e l'islandese (miðvíkudagur); nelle lingue slave come il ceco (středa, da střed, che significa «centro») e lo slovacco (streda); e in quelle ugrofinniche come il finlandese (keskiviikko, da keski «centro» e viikko «settimana») e l'ungherese (szerda, di etimologia slava).
L'inglese Wednesday deriva invece dalla divinità celtico-germanica Woden (Odino).

### Ricorrenze religiose
Il mercoledì delle ceneri segna il primo giorno della quaresima in molte chiese cristiane (ma non nelle chiese cattoliche di rito ambrosiano). La festività cade all'indomani del martedì grasso, o martedì di Carnevale.

## Eventi storici
L'espressione «mercoledì nero» si riferisce al 16 settembre 1992 quando la lira italiana e la sterlina inglese furono costrette ad uscire dallo SME, in conseguenza  di una speculazione finanziaria da cui ricavò profitto soprattutto il finanziere George Soros.